# Miroslav
Miroslav bio je hrvatski kralj iz vladarske dinastije Trpimirovića koji je vladao od oko 945. do 949. godine.

## Životopis
Bio je stariji sin kralja Krešimira I. Tijekom njegova vladanja Hrvatska je stradala u građanskom ratu protiv njegova mlađeg brata Mihajla Krešimira. Na kraju ga je on uz pomoć bana Pribine zbacio s vlasti te ubio. Građanski rat je iskoristio srpski veliki župan Časlav Klonimirović, koji je proširio vlast svojeg saveza na istočnu Bosnu (oko današnjeg Sarajeva) i na neka kneštva južne (Crvene) Hrvatske. Časlava je, kao svog vazala, u tome podupiralo Bizantsko Carstvo, zbog težnje za obnovom vlasti nad hrvatskom obalom.
Postoji legenda kako su pristaše kralja Miroslava, nakon njegove smrti, naselili određena mjesta u Poljicima.

### Smrt
Vijest o ubojstvu kralja Miroslava donosi Konstantin Porfirogenet u svome djelu „De administrando imperio”:
„Krštena Hrvatska može podići do 60 tisuća konjanika, pješaka do 100 tisuća, sagena do 80, kondura do 100. Sagene imaju po 40 momčadi, kondure: veće po 20, manje samo po 10 momčadi. Tu veliku moć i mnoštvo naroda imala je Hrvatska do vladara Krešimira. Kada je on umro, narodom je vladao njegov sin Miroslav. Kad je njega poslije četiri godine vladanja ubio ban Pribunia, nastadoše razmirice i mnoge stranke u zemlji. Tada se veoma umanji broj konjanika i pješaka; isto tako sagena i kondura hrvatske države. Sad ona ima sagena 30, kondura velikih i malih, konjanika i pješaka.”
„Ugarsko-poljska kronika” svjedoči o njegovoj smrti, iako ga pogrešno naziva Kažimirom, odnosno Krešimirom. Kronika navodi kako se anđeo ukazao Akvili te ga pozvao da kazni Hrvate zbog ubojstva svoga kralja.
Kroničar Ivan Tomašić navodi da je Miroslav ubijen 20. travnja te da je pokopan pred oltarom u crkvi sv. Bartula na Kapitulu kraj Knina. Dalje svjedoči kako je narod dolazio na njegov grob te se utjecao zagovoru kralja-mučenika. Njegov kult nije prestao ni za vrijeme turskog vladanja Kninom.

### Knjige
- Horvat, Rudolf. 1924. Povijest Hrvatske I. Od najstarijeg doba do g. 1657. Tiskara "Merkur". Zagreb.

### Članci
- Budak, Neven. 2011. O novopronađenom natpisu s imenom kraljice Domaslave iz crkve sv. Vida na Klisu. Historijski zbornik. Društvo za hrvatsku povjesnicu. Zagreb. 64 (2): 317–320
- Jadrijević, Ante. 1967. Smrt hrvatskih kraljeva Miroslava i Zvonimira (1). Crkva u svijetu. Sveučilište u Splitu - Katolički bogoslovni fakultet. Split. 2 (1): 45–59
- Šišić, Ferdo. 1914. Genealoški prilozi о hrvatskoj narodnoj dinastiji. Vjesnik Arheološkog muzeja u Zagrebu. Arheološki muzej u Zagrebu. Zagreb. 13 (1): 1–93

### Mrežna sjedišta
- Trpimir II. Hrvatska enciklopedija LZMK. Pristupljeno 19. prosinca 2024.

## Vanjske poveznice
Ostali projekti
|  | Zajednički poslužitelj ima još gradiva o temi Miroslav                                   |
|  | Wikizvor ima izvorni tekst Povijest Hrvatske I. (R. Horvat)/Nasljednici kralja Tomislava |

| Vladarske titule       | Vladarske titule               | Vladarske titule                |
| ---------------------- | ------------------------------ | ------------------------------- |
| prethodnik Krešimir I. | hrvatski kralj oko 945. – 949. | nasljednik Mihajlo Krešimir II. |